# Carrespientes
Carrespientes (también conocido como Carraspientes) es una localidad asturiana del concejo de Mieres. Es una aldea de la parroquia de Santa Rosa, en la comarca de la Montaña central. Su código postal es el 33 614. Dista 5,5 kilómetros de la capital del municipio, Mieres del Camino, y se encuentra situada a una altitud de 560 metros sobre el nivel del mar.
Se encuentra en la vertiente norte del monte Polio. Sus edificios son un ejemplo de la arquitectura tradicional asturiana.

## Demografía
En la actualidad, la población total de Carrespientes asciende a 18 personas.